# لئوپولد سوم
لئوپولد سوم (به انگلیسی: Leopold III of Belgium) (زاده ۳ نوامبر ۱۹۰۱ – درگذشته ۲۵ سپتامبر ۱۹۸۳) پادشاه بلژیک بین سال‌های ۱۹۳۴ تا ۱۹۵۱ میلادی بود.